# Karosa B 741
A Karosa B 741 a Karosa vállalat Vysoké Mýto-i üzemében 1991 és 1997 közötti években gyártott cseh csuklós autóbusz, mely a magyar gyártmányú Ikarus 280-as buszokat váltotta le Csehországban és Szlovákiában. Utódja a Karosa B 941-es csuklós busz.

## Felépítése és változatai
A Karosa 700-as buszcsaládjához tartozik, melyet automata váltóval szereltek fel. A padlószintje még magasan helyezkedik el, a motorja viszont hátul helyezkedik el, így a tolócsuklós buszok közé tartozik. Gyártása 1991-ben kezdődött és 1997-ig tartott, ez idő alatt 620 darab készült el belőle. Főleg cseh és szlovák városok vásároltak, de eljutott Lengyelországba, Litvániába és Oroszországba is. Az utolsó forgalomban lévő B 741-es Prágában üzemelt, melyet 2015. június 6-án vontak ki a forgalomból. Nosztalgiajárműként megőriztek egy-egy darabot Prágában, České Budějovicében, Brnóban, Děčínben, Pozsonyban, Zsolnán és Eperjesen.
Altípusai:
- Karosa B 741.1908 – LIAZ motorral és ZF4 HP500 sebességváltóval,
- Karosa B 741.1910 – MAN motorral, Oroszország számára,
- Karosa B 741.1916 – LIAZ motorral és Voith sebességváltóval,
- Karosa B 741.1918 – Renault motorral és ZF4 HP500 sebességváltóval,
- Karosa B 741.1920 – MAN motorral, Oroszország számára,
- Karosa B 741.1922 – LIAZ Euro II motorral és ZF4 HP500 sebességváltóval,
- Karosa B 741.1924 – LIAZ Euro II motorral és Voith sebességváltóval,
- Karosa B 741.1926 – LIAZ Euro II motorral és ZF5 HP500 sebességváltóval.

## Fordítás
- Ez a szócikk részben vagy egészben  a   Karosa B 741 című cseh Wikipédia-szócikk fordításán alapul.  Az eredeti cikk szerkesztőit annak laptörténete sorolja fel. Ez a jelzés csupán a megfogalmazás eredetét és a szerzői jogokat jelzi, nem szolgál a cikkben szereplő információk forrásmegjelöléseként.
- Ez a szócikk részben vagy egészben  a   Karosa B 741 című angol Wikipédia-szócikk fordításán alapul.  Az eredeti cikk szerkesztőit annak laptörténete sorolja fel. Ez a jelzés csupán a megfogalmazás eredetét és a szerzői jogokat jelzi, nem szolgál a cikkben szereplő információk forrásmegjelöléseként.